# Natriumpyruvat
Natriumpyruvat ist eine anorganisch-chemische Verbindung  aus der Gruppe der Ketocarbonsäure-Salze. Es handelt sich um das Natriumsalz der Brenztraubensäure.

## Gewinnung und Darstellung
Natriumpyruvat kann durch vorsichtige Neutralisation von kleinen Mengen frisch destillierter wässriger Brenztraubensäure mit verdünnter Natronlauge gewonnen werden. Die Ausbeute ist oft schlecht und mit braunen harzigen Kondensationsprodukten. Deutlich bessere Ergebnisse lassen sich erzielen, wenn die Reaktion in Ethanol durchgeführt wird.

## Eigenschaften
Natriumpyruvat ist das Salz einer der einfachsten Ketosäuren. Die Verbindung ist ein weißer Feststoff und kristallisiert in Form von sehr dünnen Plättchen im monoklinen Kristallsystem in der Raumgruppe P21/n (Raumgruppen-Nr. 14, Stellung 2) mit den Gitterparametern a = 22,25 Å; b = 5,31 Å, c = 3,71 Å und β = 98,2° sowie vier Formeleinheiten pro Elementarzelle. Lösungen von Natriumpyruvat sind über −20 °C instabil, selbst wenn sie bei neutralem pH-Wert gelagert werden. Die Instabilität ist bei höheren Temperaturen, bei höherem pH sowie in Gegenwart von Tris oder Ammoniumsalzen größer.

## Biologische Bedeutung
Natriumpyruvat ist ein Zwischenprodukt im Zuckerstoffwechsel und beim enzymatischen Kohlenhydratabbau (alkoholische Gärung), wo es durch Carboxylase in Acetaldehyd und Kohlendioxid umgewandelt wird.